# Metallsvenskan
Metallsvenskan var en kombinerad fotbollsturnering i Örebro för rockstjärnor och hårdrocksfestival som arrangerades varje år 2009−2016. Det fanns planer på att återuppta festivalen 2018 i Norrköping. Den första festivalen hölls 2009 på Behrn arena i Örebro. 2011 var första året festivalen pågick i två dagar och den flyttade då också till Örnsro IP. 2013 flyttade festivalen till Brickebackens IP. I december 2015 meddelade arrangören att festivalen flyttar till gamla pappersbruket i Örebro 2016. 
Festivalen har prisats av Millencolin Music Prize och Örebrogalan.

## Fotbollsturneringen
Turneringen består av lag som mestadels består av rockartister.

## Nedläggning
Den 7 december 2016 meddelade festivalen att den skulle läggas ner efter åtta år.

## Planerad nystart 2018
År 2017 tog Metallsvenskan en paus men planerade att återkomma redan året därpå, denna gång i Norrköping. De första klara banden för 2018 blev finska Sonata Arctica, amerikanska  Exodus samt de svenska akterna Bullet och The Kristet Utseende. Andra artister som planerades 2018 var Graveyard, Satyricon, W.A.S.P., Pain, F.K.Ü., Hulkoff och coverbandet Shamrock. Den 16 maj meddelades dock att nystarten av festivalen ställdes in då arrangörerna inte sålt tillräckligt med biljetter för att täcka kostnaderna.

## Medverkande band

### 2009
- Hammerfall
- Sabaton

### 2010
- Twisted Sister
- Sabaton
- Raised Fist

### 2011
- D-A-D
- Gamma Ray
- Graveyard
- Sator
- Sodom
- Bullet
- Torture Division
- Scar Symmetry
- Gormathon
- Vietcong Pornsürfers
- The Accidents
- Motherlode
- Bob Log III

### 2012
- Europe
- U.D.O
- Raised Fist
- Raubtier
- Almost Nature
- Gormathon
- Amaranthe
- Paul Dianno
- Witchcraft
- The Resistance
- Skitarg
- The Kristet Utseende
- Scandinavian Hateland
- Dead Man
- Seventribe
- Troubled Horse

### 2013
- King Diamond
- At the Gates
- Graveyard
- Hardcore Superstar
- Bullet
- The Kristet Utseende
- Adept
- Primordial
- W.E.T
- Return
- F.K.U
- Vomitory
- Corroded
- The Boatsmen
- Dödsdepartementet
- Troubled Horse
- Nine

### 2014
- Helloween
- Saxon
- Pentagram
- Nifelheim
- Kreator
- Millencolin
- Freedom Call
- Amaranthe
- Bombus
- Narnia
- Horisont
- In Solitude
- Gehennah
- Skitarg
- Black Trip
- Thundermother
- The Kristet Utseende
- Smash into Pieces
- Heroes (Hemlig Sabaton-spelning)

### 2015
- Motörhead
- Raised Fist
- Behemoth
- Blind Guardian
- Powerwolf
- Candlemass
- Portrait
- The Resistance
- The Kristet Utseende
- Abramis Brama
- Shadow Quest
- Moonshine Avenue
- Pig Eyes
- Besserbitch
- Aggressive Chill
- Twilight Force
- Corroded
- Frantic Amber
- Sarea
- Egenout
- Nale

### 2016
- Ghost
- Napalm Death
- Soilwork
- Dark Funeral
- The Haunted
- Operation: Mindcrime
- Månegarm
- Tribulation
- HAVOK
- Bombus
- Cut up
- Steelwing
- Snowy Shaw
- The Hawkins
- Deals Death
- The Kristet Utseende
- Paradise Lost